# Lab Rats vs. Mighty Med
Lab Rats vs. Mighty Med – specjalny crossover seriali Szczury laboratoryjne i Oddział specjalny potwierdzony przez Kelli Berglund dnia 4 lutego 2015 roku. Filmowanie rozpoczęło się początkiem lutego. Amerykańska premiera odbyła się 22 lipca 2015 roku na kanale Disney XD. Polska premiera odbyła się 2 listopada 2015 roku. W USA odcinek wyniósł oglądalność 1.07 mln.

## Fabuła
Donald i Chase tworzą przełomowe źródło energii. Wkrótce na wyspie pojawia się złoczyńca o imieniu Obezwładniacz, który podaje się za potencjalnego kupca. Chase nie wiedząc, że to złoczyńca pokazuje mu wynalazek. Obezwładniacz kradnie go i za jego pomocą chce zawładnąć światem. Tymczasem Kaz i Oliver pojawiają się na wyspie w nadziei, że Kaz wreszcie otrzyma moce. Wkrótce Szczury laboratoryjne łączą siły z Kazem, Oliverem i Skylar by pokonać Obezwładniacza.

## Streszczenie

### Część 1:Szczury laboratoryjne
Nieobecni są z serialu Oddział specjalny:  Paris Berelc jako Skylar Burza, Augie Isaac jako Gus, Devan Leos jako Alan Diaz

Goście specjalni:  Bradley Steven Perry jako Kaz, Jake Short jako Oliver

Gościnnie: Damion Poitier jako Obezwładniacz, Jilon VanOver jako Tecton, Esteban Cueto jako Szary Granit, Jenelle McKee jako Gamma 

Chase i Donald kończą pracę nad najnowszym wynalazkiem, transponderem energii, który produkuje bardzo dużo energii. Davenport przedstawia wynalazek Adamowi, Bree i Leo. Na wyspę przybywają Kaz i Oliver w nadziei na to, że Kaz otrzyma supermoce. Przebierają się w koszulki uczniów i mimo ich zdziwienia Adam daje się nabrać, że to nowi uczniowie. Hydra tubą na wyspę przybywa nieznajomy mężczyzna, który twierdzi, że jest kupcem nowego wynalazku. Gdy Chase pokazuje mu wynalazek, okazuje się, że mężczyzna jest zły i ma supermoce, którymi powala Chase’a i zabiera wynalazek. Bree odnajduje Chase’a i mówi o tym Adamowi. Chase, Bree i Leo orientują się, że Kaz i Oliver nie są uczniami. Wkrótce na wyspę przybywają Tecton, Szary Granit i Gamma Girl, którzy zaczynają walczyć z Adamem, Bree, Chase'm i Leo. W kwaterze mentorów Donald zastaje Obezwładniacza, który żąda by Donald otworzył szkatułkę, w której jest wynalazek. Otworzyć może ją tylko Donald poprzez przeskanowanie gałki ocznej. Donald włącza ekran i wzywa pomoc. Bohaterowie przestają walczyć i się godzą. Biegną pomóc Donaldowi. Obezwładniacz dzięki supermocą skanuje oko Donalda i sam otwiera szkatułkę. Gdy wszyscy idą do kwatery zastają tam Obezwładniacza. Złoczyńca obezwładnia Tectona, Szarego Granita i Gammę i wysyła ich w dal. Chase chcąc pokonać złoczyńcę używa laserowego bo, jednak złoczyńca broni się wynalazkiem, w efekcie czego Chase zostaje ciężko ranny. Złoczyńca ucieka, a Kaz i Oliver wpadają na pomysł by przetransportować Chase’a do Oddziału specjalnego. Kaz, Oliver, Bree, Adam i Leo zabierają tam Chase’a.

### Część 2:Oddział specjalny
Nieobecny jest z serialu Szczury laboratoryjne:  Hal Sparks

Nieobecni są z serialu Oddział specjalny:  Augie Isaac i Devan Leos

Goście specjalni: Spencer Boldman jako Adam Davenport, Kelli Berglund jako Bree Davenport, Billy Unger jako Chase Davenport, Tyrel Jackson Williams jako Leo Dooley

Gościnnie: Carlos Lacámara jako Horace Diaz, Damion Poitier jako Obezwładniacz

Gdy bohaterowie docierają na Oddział specjalny przedstawiają Szczury Horacemu i Skylar. Horace na boku mówi Kazowi, że nie da rady uratować Chase’a, gdyż nie zna się na bionicznych chipach. Skylar staje się zazdrosna, gdy Bree flirtuje z Oliverem. Oliver, Adam, Bree i Skylar idą do siłowni na Oddziale, podczas gdy Leo i Kaz zostają z Chase'm. W siłowni Skylar przedstawia im Crushera, najsilniejszego człowieka we wszechświecie, który dźwiga ciężary. Bree twierdzi, że Adam jest silniejszy. Postanawia pokazać to nowym znajomym. Adam podchodzi do ciężarka i ogląda go chwilę, gdy nagle jedną ręko podnosi go i rzuca ciężarek. Ten spada na Crushera miażdżąc go. Oliver namierza Obezwładniacza, który znajduje się na wieży Eiffla i razem z Bree, Skylar i Adamem teleportują się tam. Na wieży Eiffla nie ma złoczyńcy, ale Adam przez przypadek zrzuca teleporter z wieży w efekcie czego nie mają jak wrócić. Okazuje się, że złoczyńca jest na wieży Eiffla w Las Vegas. Płyną przez ocean rowerem wodnym, który prowadzi Bree dzięki swojej super szybkości. Zastają tam złoczyńcę, który jest bliski wykorzystania przeciwko światu transpondera energii. W Oddziale Kaz wpada na pomysł, w którym ma oddać trochę mózgu Chase’owi. Zabieg się udaje, ale Chase tymczasowo ma trochę inteligencji Kaza. Na wieży Obezwładniacz klonuje się tworząc dwie nowe wersje, które walczą z bohaterami. Gdy jedna kopia jest bliska zabicia Skylar nagle pojawiają się Leo, Chase i Kaz. Leo uderza jednego klona. Kaz odkrywa, że energia z ciała Chase’a da radę zabić Obezwładniacza jeżeli ten ją wyssie, więc Kaz postanawia nakłonić go do tego podstępem. Złoczyńca wysysa z Chase’a energię, która wykańcza go. Świat jest uratowany. Wszyscy wracają na Oddział. Tam Skylar mówi Kazowi, że lubi Olivera. Szczury wracają do domu.

## Obsada
- Tyrel Jackson Williams jako Leo Dooley
- Billy Unger jako Chase Davenport
- Kelli Berglund jako Bree Davenport
- Spencer Boldman jako Adam Davenport
- Bradley Steven Perry jako Kaz
- Jake Short jako Oliver
- Paris Berelc jako Skylar Burza
- Damion Paitier jako Obezwładniacz
- Hal Sparks jako Donald Davenport
- Carlos Lacámara jako Horace Diaz
- Jilon VanOver jako Tecton
- Esteban Cueto jako Szary Granit
- Jenelle McKee jako Gamma Girl

## Polski dubbing
Wersja polska: SDI Media Polska

Reżyseria:
- Artur Kaczmarski (Szczury laboratoryjne),
- Agnieszka Zwolińska (Oddział specjalny)

Dialogi:
- Róża Maczek (Szczury laboratoryjne),
- Anna Wysocka (Oddział specjalny)

Udział wzięli:
- Beniamin Lewandowski – Leo
- Maciej Musiał – Chase
- Kamil Kula – Adam
- Iga Kreft – Bree
- Grzegorz Kwiecień – Donald Davenport
- Franciszek Boberek – Kaz
- Jakub Zdrójkowski – Oliver
- Julia Chatys – Skylar Burza
- Andrzej Mastalerz – doktor Horacy Diaz
- Bartosz Wesołowski – Tekton
- Tomasz Błasiak – Obezwładniacz

i inni
Lektor: Artur Kaczmarski